# Ficus sinuata
Ficus sinuata är en mullbärsväxtart som beskrevs av Carl Peter Thunberg. Ficus sinuata ingår i släktet fikonsläktet, och familjen mullbärsväxter. Inga underarter finns listade i Catalogue of Life.